# Växjö-Kronobergs flygplats
Växjö-Kronobergs flygplats (IATA: VXO, ICAO: ESMX), är en internationell flygplats och ligger i Öjaby socken, 5 km nordväst om staden Växjö, norr om stadsdelen Öjaby. Flygplatsen marknadsförs under namnet Växjö Småland Airport. Riksväg 30 går i en vid båge väster om flygplatsen. Även riksväg 25 från Alvesta och Växjö passerar nära flygplatsen. Region Kronoberg (55 %), Växjö kommun (42 %) och Alvesta kommun (3 %) äger flygplatsen gemensamt. Den drivs som ett kommunalt aktiebolag.

## Historia och nutid
Flygtrafik till Växjö har förekommit sedan 1930-talet. Från slutet av 1950-talet användes Uråsa flygfält cirka två mil söder om staden. Dagens flygplats ligger alltså mycket närmare Växjö.
När inrikesflyget kom igång under 1960-talet konstaterade Landstinget i Kronoberg att den gamla flygplatsen inte räckte till. Tillsammans med Växjö stad och Alvesta kommun skrev man 1970 under ett avtal om att bygga flygplatsen norr om Öjaby, fem kilometer från Växjös centrum och i utkanten av stadsbebyggelsen. Flygplatsen invigdes 1975. Fram till år 2004 hade flygplatsen namnet Växjö flygplats.
År 1997 gjordes en större investering i både landningsbana och hjälpmedel för inflygning. Landningsbanan förlängdes och utrustades med nya inflygningsljus och banbelysning. Även utrustning för precisionsinflygning, NDB och LLZ installerades.
Trafiken har i huvudsak inriktat sig på trafik till Stockholm samt en linje till Köpenhamn. Linjen till Köpenhamn lades dock ner i samband med att Öresundsbron invigdes år 2000. 
Fram till och med 2008 drev SAS inrikestrafik till och från Stockholm Arlanda. Planen fortsatte under vissa flygningar även söderut till Kristianstad där Växjö då fungerade som mellanlandningsflygplats, men efter att sträckan lagts ned upphörde även denna trafik. Nextjet tog senare över linjen Arlanda - Växjö, men då utan kopplingen till Kristianstad.
Utrikestrafiken har på senare år ökat i betydelse och blivit en allt viktigare del för flygplatsens tillväxt. Ryanair började år 2007 att flyga reguljärt till Düsseldorf och introducerade senare linjer till Mallorca och Alicante, reguljärflyget till Mallorca och Düsseldorf är numera nedlagt. Under åren omkring 2010 ökade chartertrafiken på flygplatsen kraftigt.
I dagsläget flyger Ryanair till Gdansk samt London Stansted året om, under sommarperioder trafikeras även Alicante och Zadar. Wizzair flög under 2022 till Skopje, Tuzla och Belgrad, men kommer inte trafikeras under vintern. Under sommaren 2023 kommer de dessutom flyga charterresor åt Ving till Split. Under vintern 2022/23 flyger Jettime charterresor till Gran Canaria. 
Under 2023 kommer utbudet från flygplatsen fortsatt vara stort. Sunclass Airlines flyger till Larnaca som de gjort i flera år, samt Rhodos. Även flygbolaget Aegan Airlines kommer trafikera flygplatsen under kommande år, då med charter till Kreta. Det kommer också finnas charterflyg till Mallorca, samt ytterligare en avgång till Rhodos, det är då flygbolaget Jettime som trafikerar. Under sensommaren år 2022 flög Freebird Airlines till Antalya, nu står det klart att de kommer trafikera Växjö Småland Airport under hela säsongen 2023.

## Destinationer och flygbolag
| Flygbolag         | Destinationer                                                   |
| ----------------- | --------------------------------------------------------------- |
| Ryanair           | Säsong: Alicante, Gdansk; Zadar                                 |
| Sunclass Airlines | Säsongscharter: Gran Canaria, Larnaca                           |
| GP Aviation       | Säsong: Pristina                                                |
| Jettime           | Säsongscharter: Gran Canaria, Palma de Mallorca Airport, Rhodos |
| Freebird Airlines | Säsongscharter: Antalya                                         |
| Aegean Airlines   | Säsongscharter: Kreta                                           |

## Statistik (ankommande och avgående passagerare)
Sökfråga på wikidata efter rådata.
| År   | Passagerare (utrikes) | Passagerare (inrikes) | Passagerare (totalt) | Förändring (%) |
| ---- | --------------------- | --------------------- | -------------------- | -------------- |
| 1997 | 53 526                | 142 807               | 196 333              | -3,6           |
| 1998 | 91 358                | 160 865               | 252 223              | +28,5          |
| 1999 | 95 837                | 171 395               | 267 232              | +6,0           |
| 2000 | 95 923                | 180 527               | 276 450              | +3,4           |
| 2001 | 85 470                | 174 594               | 260 064              | -5,9           |
| 2002 | 46 886                | 163 473               | 210 359              | -19,1          |
| 2003 | 42 328                | 130 447               | 172 775              | -17,9          |
| 2004 | 29 238                | 125 517               | 154 755              | -10,4          |
| 2005 | 21 652                | 153 433               | 175 085              | +13,1          |
| 2006 | 24 307                | 133 757               | 158 064              | -9,7           |
| 2007 | 39 132                | 130 380               | 169 512              | +7,2           |
| 2008 | 63 260                | 116 539               | 179 799              | +6,1           |
| 2009 | 54 898                | 93 544                | 148 442              | -17,4          |
| 2010 | 74 598                | 88 277                | 162 875              | +9,7           |
| 2011 | 81 659                | 98 981                | 180 640              | +10,9          |
| 2012 | 104 240               | 90 110                | 194 350              | +7,6           |
| 2013 | 102 087               | 77 326                | 179 413              | -7,6           |
| 2014 | 101 848               | 76 792                | 178 640              | -0,4           |
| 2015 | 112 115               | 73 865                | 185 980              | +4,1           |
| 2016 | 98 719                | 73 634                | 172 353              | -7,4           |
| 2017 | 163 571               | 78 887                | 242 458              | +40,6          |
| 2018 | 202 812               | 76 160                | 278 972              | +15,1          |
| 2019 | 212 669               | 65 728                | 278 397              | -0,03          |
| 2020 | 38 042                | 12 231                | 50 273               | -82,1          |
| 2021 | 40 414                | 4 407                 | 44 821               | -11,8          |
| 2022 | 115 838               | 5 572                 | 121 410              | +171,0         |